# Sanctuaire de Torreciudad
Le sanctuaire de Torreciudad est un site religieux espagnol dédié à la Vierge Marie.

## Situation géographique
Le sanctuaire est situé dans la région de Ribagorce, et la province du Haut-Aragon (en Espagne, dans la communauté autonome d'Aragon). Le sanctuaire se trouve sur la rive orientale de la rivière Cinca à quelques kilomètres du barrage d'El Grado, dans un site d'une grande beauté naturelle. Le site est à 75 km au nord de Huesca, 55 km au sud de Ainsa et à 262 km au sud-ouest de Toulouse.

## Neuf siècles d'histoire
Les archives médiévales font référence en ce lieu à un rempart appelé Civitas (toponyme dont est issu « Turris Civitatis », ou Torreciudad, par la suite), architecture militaire derrière laquelle se réfugiaient les populations Maures pour se protéger des chrétiens qui les attaquaient par le nord, afin de reconquérir les terres. En 1084, une fois la reconquête de la zone achevée, les chrétiens intronisèrent l'image de la Vierge dans l'ermitage. Cependant, la tradition (confortée par des études historiques) veut que cette sculpture ait été vénérée bien avant 1084: elle fut moins vénérée durant la domination musulmane et son culte relancé après la reconquête.
En 1100, la conquête de Barbastro fit reculer la frontière des territoires sous autorité musulmane : Torreciudad perdait ainsi son utilité militaire. L'historien spécialiste de la région Durán Gudiol, indique que « Torreciudad se dépeupla et perdit la primauté sociale et politique au profit du château voisin de El Grado. Mais l'église de Sainte-Marie subsista comme sanctuaire préféré des voisins de la région, et elle a conservé ce caractère depuis les premiers temps du bas Moyen Âge jusqu'à aujourd'hui ».
Pendant neuf siècles, depuis les premiers jours de la Reconquête, les hommes ont rendu sans interruption un culte à Notre-Dame de Torreciudad dans l'ermitage qui surplombait les falaises impressionnantes de la rivière Cinca. Pendant cette longue période, génération après génération, les peuples de la comarque ont maintenu la coutume vivante de réaliser un pèlerinage en ce lieu pour prier devant la Vierge, lui confier leurs joies et douleurs, lui demander et lui rendre grâce pour les faveurs obtenues.

## Le nouveau sanctuaire
Les parents de Josemaría Escrivá de Balaguer, fondateur de l'Opus Dei, qui vivaient à Barbastro, avaient prié Dieu de guérir leur fils lorsque celui-ci était gravement malade à l'âge de deux ans. Sa mère entreprend une neuvaine à Notre-Dame. Les parents promettent à la Vierge que si l'enfant guérit, ils l'amèneront en pèlerinage à l'ermitage de Torreciudad. Alors que le médecin le disait condamné, la nuit même où il quitte le domicile familial, la maladie perd terrain et le lendemain ils retrouvent le petit garçon sain et sauf: José Maria guérit miraculeusement et les jeunes parents tiennent alors leur promesse. Ils parcoururent à dos de mule, sur un mauvais sentier parfois escarpé et bordé de ravins, les plus de vingt kilomètres qui séparent la ville du sanctuaire. Aux pieds de Notre-Dame, ils offrent l’enfant en action de grâces. Quand, par la suite, elle évoquera cet épisode, Dolorès Albàs épouse Escriva répétera toujours à son fils : « Si Notre Dame t’a laissé en ce monde, mon enfant, c’est pour quelque chose de grand, car tu étais plus mort que vif ». Si Torreciudad avait été pendant des siècles, le point de rencontre de la piété mariale pour des milliers de personnes, Josemaría Escrivá de Balaguer voulut y ajouter son empreinte. Sous la protection de la Vierge Marie qu'il affectionnait particulièrement, et avec la volonté d'en répandre la dévotion, il convainc avec force de nombreux contributeurs à élever un nouveau sanctuaire. Ce nouveau sanctuaire construit dans le but de devenir un lieu de conversion spirituelle, s'est ouvert au culte en 1975, à la fin de la dictature.
Le sanctuaire de Torreciudad fait partie de la Route Mariale, avec les sanctuaires de la Vierge du Pilier, de Montserrat, et celui de Lourdes. Cet itinéraire, créé autour de la spiritualité et de la dévotion mariale, possède, dans les régions pyrénéennes, une grande richesse touristique, patrimoniale, rurale, gastronomique et naturelle.

## Description
La Vierge de Torreciudad est une sculpture romane en bois de peuplier du XIe siècle, appartenant à la série des Vierges Noires. Elle exprime de façon brillante l'expérience primitive des visages de la Vierge et de l'Enfant. Elle représente la Vierge Marie assise, tenant l'Enfant dans ses bras, les deux regardant devant. Elle se trouvait à l'origine dans un ermitage au bord du lac de barrage de la rivière Cinca, qui appartenait historiquement à la municipalité de Bolturina (le village étant actuellement abandonné, Torreciudad se trouve désormais dans la municipalité de Secastilla). La Vierge de Torreciudad est dédiée à Notre Dame des Anges. La dévotion à cette image était très répandue dans la population de la région du Ribagorce et Somontano, qui organisait des pèlerinages et romeries.